# Заутлеу
Заутлеу (на нидерландски: Zoutleeuw) е град в Централна Белгия, окръг Льовен на провинция Фламандски Брабант. Намира се на 25 km източно от град Льовен. Населението му е около 7950 души (2006).